# Riu Casamance

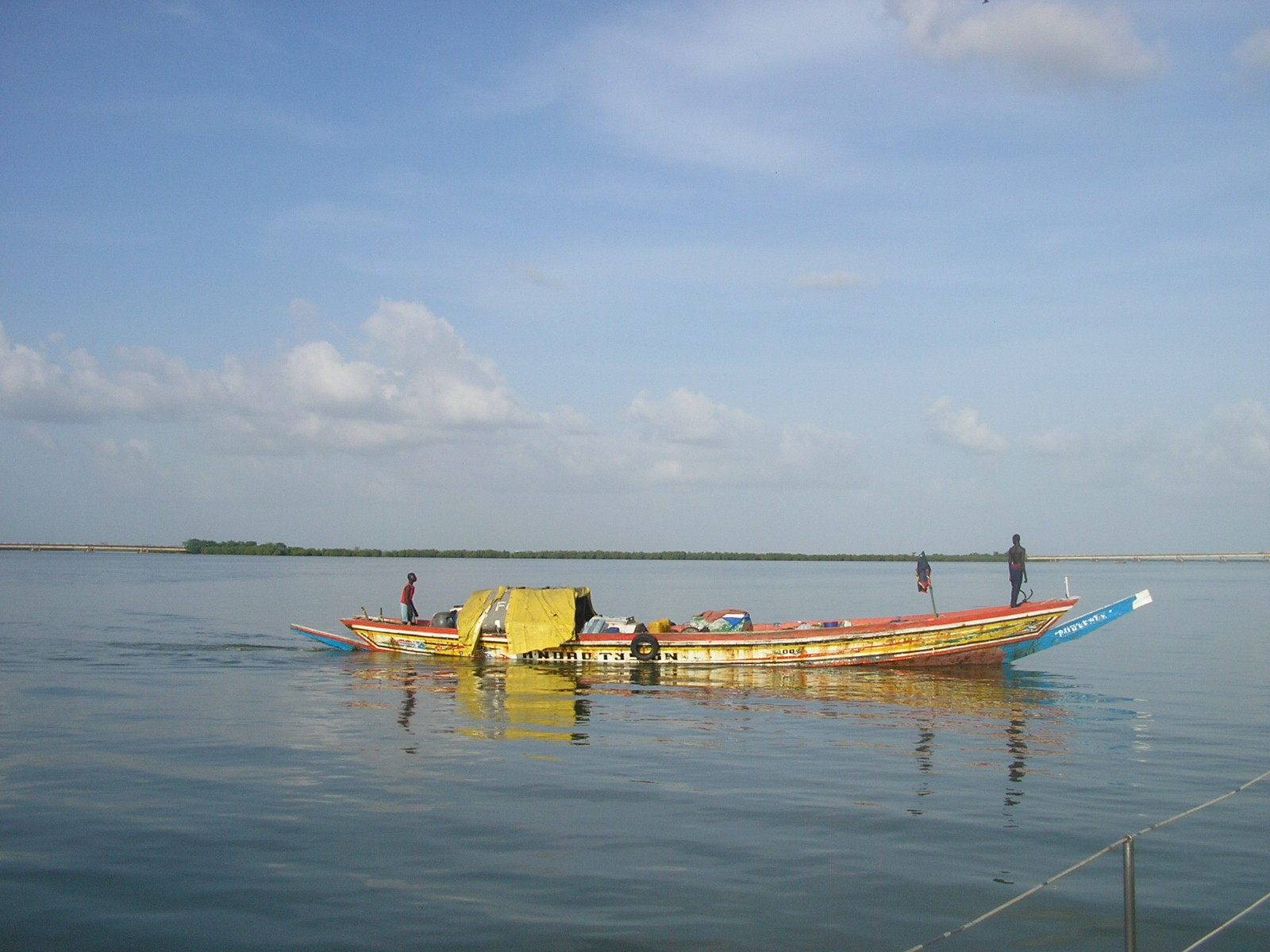
Piragua en el riu

El riu Casamance (en portuguès rio Casamança, en castellà río Casamanza, en francès fleuve Casamance) és un riu costaner d'Àfrica, que neix en el sud-oest del Senegal, prop dels pujols de Futa Djalon, i desemboca a l'oceà Atlàntic. Dona nom a Casamance, una de les regions administratives del país la qual travessa d'est a oest al llarg dels seus 320 km.
Aquest riu és una espècie de braç de mar i amb marees altes es troba fins i tot sota el nivell del mar el que permet a l'oceà avançar cap dins. Aquest fenomen comporta una aigua salada i plena de meandres laterals (els marigots dels francesos, localment anomenats bolongs).
El Casamance és navegable des de la desembocadura fins a Ziguinchor.
El seu principal afluent és el Soungrougrou.